# Вогахольмен
Вогахольмен (норв. Vågaholmen), также называется Вога — деревня, административный центр коммуны Рёдёй в фюльке Нурланн в Норвегии.